# Nightrage
Nightrage er et græsk/svensk melodisk dødsmetal-band der blev dannet af guitarist Marios Iliopoulos og hans nære ven Gus G. i Thessaloniki, Grækenland. Senere valgte de at flytte til Sverige. 

## Biografi
Der er for få eller ingen kildehenvisninger i dette afsnit, hvilket er et problem. Du kan hjælpe ved at angive troværdige kilder til de påstande, som fremføres.

Bandets debutalbum Sweet Vengeance blev udgivet i 2003 hvor Per Möller Jensen (fra The Haunted) og bassist Brice Leclercq spillede med på. De tilegnede sig også vokalisten Tomas Lindberg som var et tidligere medlem af At the Gates. Sweet Vengeance indeholdt også rensang på nogen få spor som blev sunget af Tom S. Englund fra Evergrey.
Deres anden udgivelse Descent into Chaos blev udgivet i 2005 og havde nogle ændringer i bandmedlemmerne, med tilføjelsen af en mere permanent rytmesektion. Fotis Benardo tog over trommerne og Henric Carlsson (fra Cipher System) blev bassist. Mikael Stanne fra Dark Tranquillity sang en sektion med ren vokal på nummeret "Frozen."
Den 10. juli 2005 blev det bekræftet at vokalist Tomas Lindberg valgte at forlade Nightrage på grund af hans rolle i bandet gjorde han ikke havde tid til sine andre projekter. Lindbergs afløser blev den hidtil ukendte Jimmie Strimell. 
Da Gus G. optrådte med Arch Enemy til Ozzfest i 2005 blev han midlertidigt erstattet af Pierre Lysell til Nightrages turnéer. Nightrages tog senere på turné igen som støtte til bandet Bolt Thrower. Endnu engang havde Gus G. ikke mulighed for at optræde med sit band og blev denne gang afløst af Christian Muenzer fra Necrophagist. 
I marts 2006 forlod Gus permanent bandet for at fokusere på Firewind. På samme tidspunkt blev Fotis Benardo fjernet fra bandet da de kun ville have svenske medlemmerne som var frie til at holde prøve som en enhed. 
Deres tredje udgivelse A New Disease is Born blev udgivet i 2007 og endnu engang havde der været en del udskiftninger blandt medlemmerne:  Tomas Lindberg var blevet erstattet af Jimmie Strimell som vokalist, Gus G. afløst af Constantine på guitar og Fotis Benardo erstattet af Alex Svenningson som trommeslager.
For første gang fik bandet tilmed en musikvideo til sangen "Scathing" instrueret af Bob Katsionis.

## Medlemmer

### Nuværende medlemmer
- Antony Hämäläinen − Vokal
- Marios Iliopoulos − Guitar
- Olof Mörck − Guitar
- Anders Hammer − Bas
- Jo Nunez − Trommer

### Tidligere medlemmer
- Tomas Lindberg − Vokal
- Gus G. − Guitar, vokal på demoer
- Christian Muener − Guitar
- Brice LeClercq − Bas
- Per Möller Jensen − Trommer
- Fotis Benardo (Fotis Giannakopoulos) − Trommer

### Turnémedlemmer
- Johnny Haven − Vocals
- Pierre Lysell − Guitar
- Christian Münzner − Guitar
- Nicholas Barker − Trommer

## Diskografi

### Demoer
- Demo (2001)
- Demo 2 (2002)
- Demo 3 (2002)

### Studiealbums
- Sweet Vengeance (2003)
- Descent into Chaos (2005)
- A New Disease is Born (2007)
- Wearing a Martyr's Crown (2009)
- Insidious (2011)
- The Puritan (2015)
- The Venomous (2017)
- Wolf to Man (2019)